# Flint Juventino Beppe
Flint Juventino Beppe, anciennement connu sous le nom de Fred Jonny Berg, (Harstad, 27 mai 1973), est un compositeur, cinéaste, artiste et producteur norvégien.
Il collabore notamment avec l'Orchestre Philharmonia, Emily Beynon, le flûtiste James Galway, Leonard Slatkin et Vladimir Ashkenazy. Beppe est membre du Deutscher Komponistenverband (Association des compositeurs allemands).

## Œuvre
Le catalogue des œuvres de Beppe comprend environ 200 titres et plus de 80 opus, constitués de commandes et d'œuvres pour piano, flûte, clarinette, violon, alto, violoncelle, contrebasse, orchestre à cordes et des œuvres orchestrales telles que concertos pour flûte, concertos pour piano et poèmes symphoniques.
- Warning Zero, poème symphonique, op. 54a
- Sonate pour violon et piano no 2, op. 56 (2000)
- Sonate pour alto et piano  no 1, op. 57 (2000)
- Sonate pour alto et piano  no 2, op. 59 (2000)
- Flute Mystery, op. 66a/b/c (2005)[3] Dédié à James Galway.
- Fantasy, op. 67 pour clarinette, violoncelle et piano (2006)[4]
- Concerto pour flûte no 1, op. 70 (2007) création à Londres, le 7 février 2009 par Emily Beynon et le Philharmonia Orchestra sous la direction de Vladimir Ashkenazy
- Concerto pour flûte no 2, op. 80 (2010)
- Remote Galaxy, pour orchestre, op. 81 (2010)[5]
- Four Elements of Hedmark, pour violon, violoncelle et orchestre, op. 85 (2011). Commande de Musikk i Hedmark. Création 1er octobre 2011. Dédié aux solistes, Berit Cardas et Ellen Margrete Flesjø.

## Filmographie
- Montagna con Forza (2002)[6] producteur, compositeur et réalisateur
- Captured in a Gaze (2007)[7] court métrage. Compositeur et réalisateur
- Vicino alla Montagna (2009)[8] producteur, compositeur et réalisateur
- Exhaling Music (2010)[9] documentaire

## Enregistrements
Flint Juventino Beppe en tant que compositeur a contribué à huit albums. Ses deux plus récents, Flute Mystery et Remote Galaxy, sont publiés sur le label 2L (Lindberg Lyd).
- Flute mystery - Emily Beynon, flûte ; Catherine Beynon, harpe ; Philharmonia Orchestra, dir. Vladimir Ashkenazy (2009, Disque Blu-ray Pure Audio 2L) (OCLC 1028359277) [livret en ligne] — Nommé aux Grammy Awards en 2010 meilleur enregistrement multicanal (Best Surround Sound Album).
- Remote galaxy : Lost in September, op. 17 ; Tightrope walking beneath heaven, op. 32-8 ; Distant words°, op. 43b ; Concerto pour flûte no 2*, op. 80 ; Remote galaxy**, op. 81 - Emily Beynon*, flûte ; Mark van de Wiel°, clarinette ; Ralph Rousseau**, viole de gambe ; Philharmonia Orchestra ; dir. Vladimir Ashkenazy (mai 2012, Blu-Ray Pure Audio 2L) (OCLC 906975651) [livret en ligne]